# 七里河站 (郑州市)
七里河站是郑州地铁4号线与5号线的地铁换乘站，位于中华人民共和国河南省郑州市管城回族区航海东路与机场高速立交桥西侧。5号线车站于2019年5月20日启用，4号线车站于2020年12月26日启用。

## 车站结构
七里河站分为4号线车站和5号线车站两部分。4号线车站的主体结构位于航海东路与尚义路交叉口南侧地下，沿尚义路呈南北向布置，为地下三层车站。5号线车站的主体结构位于航海东路地下，呈东西向布置，为地下二层车站。两座车站之间呈“T”形相交。

### 车站楼层
七里河站4号线车站的主体结构为地下三层车站，B1層為站廳层，B2層为设备层，B3层为站台层。5号线车站的主体结构为地下二层车站，B1层为站厅层，B2层为站台层。

#### 4号线车站楼层
| 1F  | 地面     | D出入口                                          | D出入口                                          | D出入口                                          |
| B1F | 站厅     | 客服中心、自动售票机、行李检查、闸机、车站控制室 | 客服中心、自动售票机、行李检查、闸机、车站控制室 | 客服中心、自动售票机、行李检查、闸机、车站控制室 |
| B2F | 设备层   | 车站设备                                         | 车站设备                                         | 车站设备                                         |
| B3F | █ 4号线  | 往老鸦陈方向（货站街）                           | 往老鸦陈方向（货站街）                           | 往老鸦陈方向（货站街）                           |
| B3F | 岛式站台 | 至 █ 5号线站台                                   | 至站厅                                           | 卫生间                                           |
| B3F | █ 4号线  | 往郎庄方向（果树所）                             | 往郎庄方向（果树所）                             | 往郎庄方向（果树所）                             |

#### 5号线车站楼层
| 1F  | 地面     | A-C出入口                                        | A-C出入口                                        | A-C出入口                                        |
| B1F | 站厅     | 客服中心、自动售票机、行李检查、闸机、车站控制室 | 客服中心、自动售票机、行李检查、闸机、车站控制室 | 客服中心、自动售票机、行李检查、闸机、车站控制室 |
| B2F | █ 5号线  | 内环方向（航海广场）                             | 内环方向（航海广场）                             | 内环方向（航海广场）                             |
| B2F | 岛式站台 | 卫生间                                           | 至站厅 至 █ 4号线站台                            |                                                  |
| B2F | █ 5号线  | 外环方向（中原福塔）                             | 外环方向（中原福塔）                             | 外环方向（中原福塔）                             |

### 站厅
七里河站的4号线车站和5号线车站各设1座站厅，均设有客服中心、自动售票机、安全检查等设施。站厅由闸机和栏杆分隔为付费区和非付费区，4号线站厅的北端与5号线站厅连通，付费区和非付费区均互相连接。两座站厅的付费区内均设有自动扶梯、步梯和无障碍电梯，连接对应的站台。

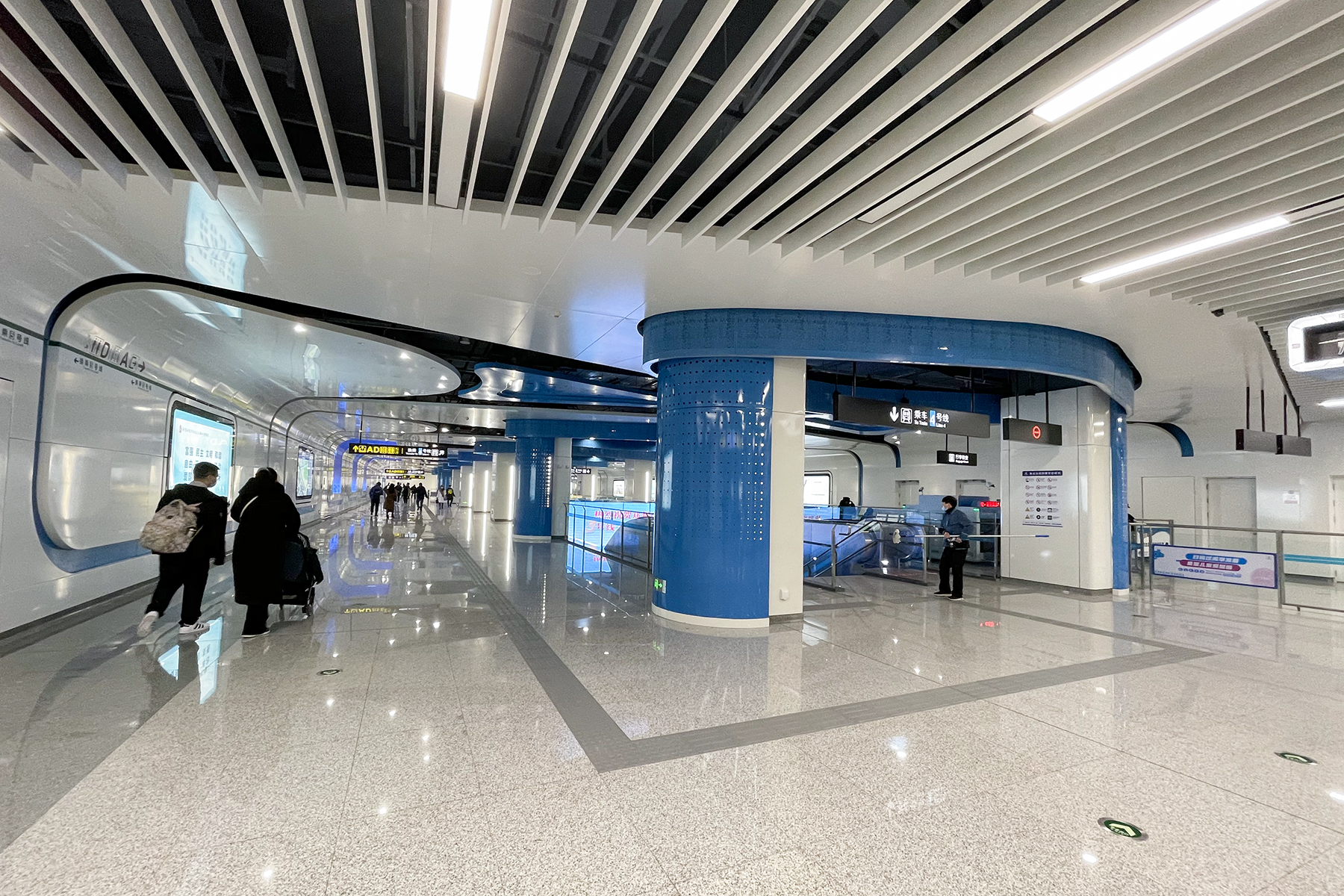
4号线站厅
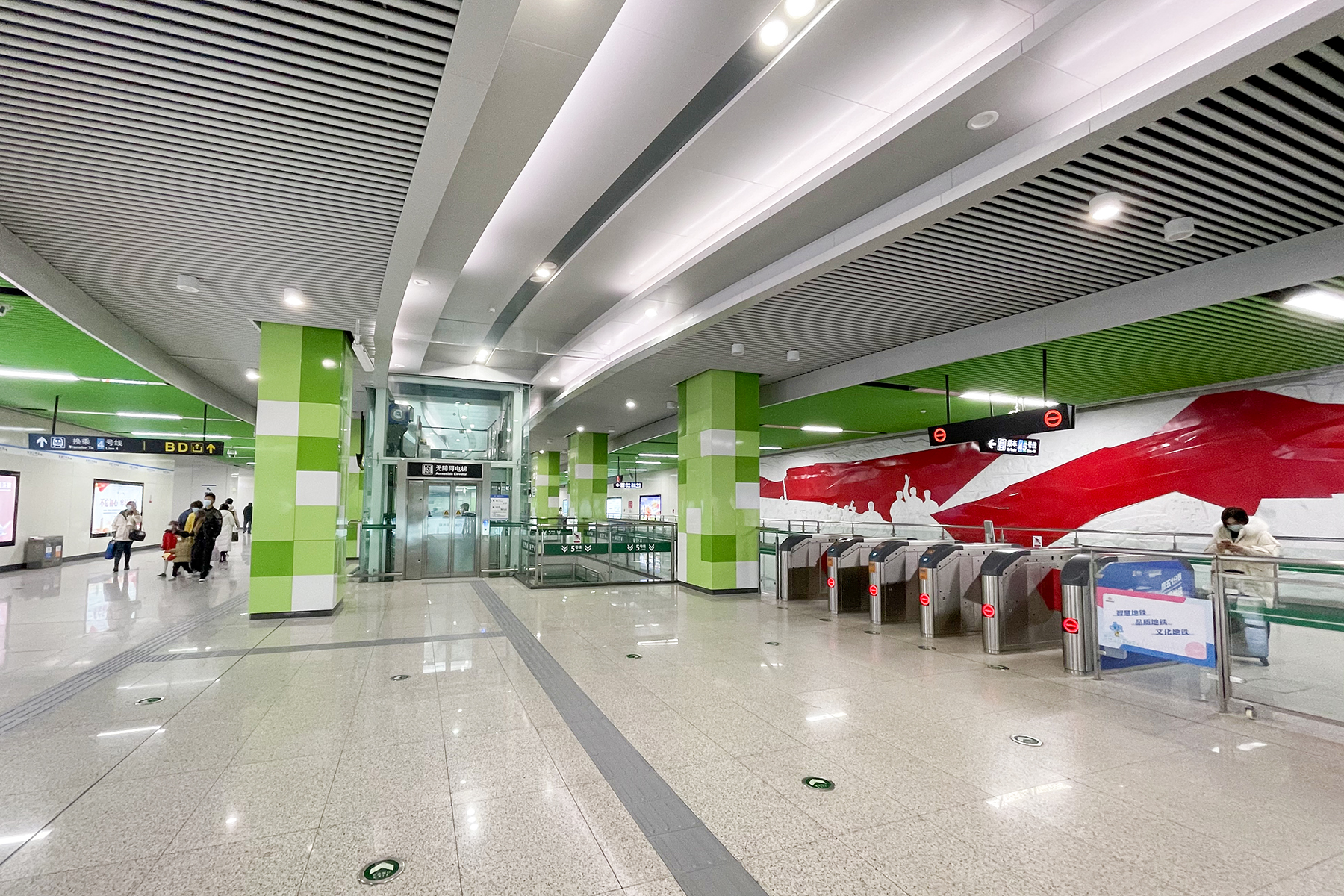
5号线站厅

### 站台
七里河站的4号线车站和5号线车站各设一座岛式站台，均安装有高站台门。4号线站台位于B3层，呈南北向，西侧站台面由往郎庄方向列车的使用，东侧站台面由往老鸦陈方向的列车使用，站台南端设有卫生间。5号线站台位于B2层，呈东西向，北侧站台面由往内环方向列车的使用，南侧站台面由往外环方向的列车使用，站台西端设卫生间。两座岛式站台呈“T”形相交，5号线站台的中部设有换乘节点，通过一个呈“L”形的步梯通道连接4号线站台的北端。

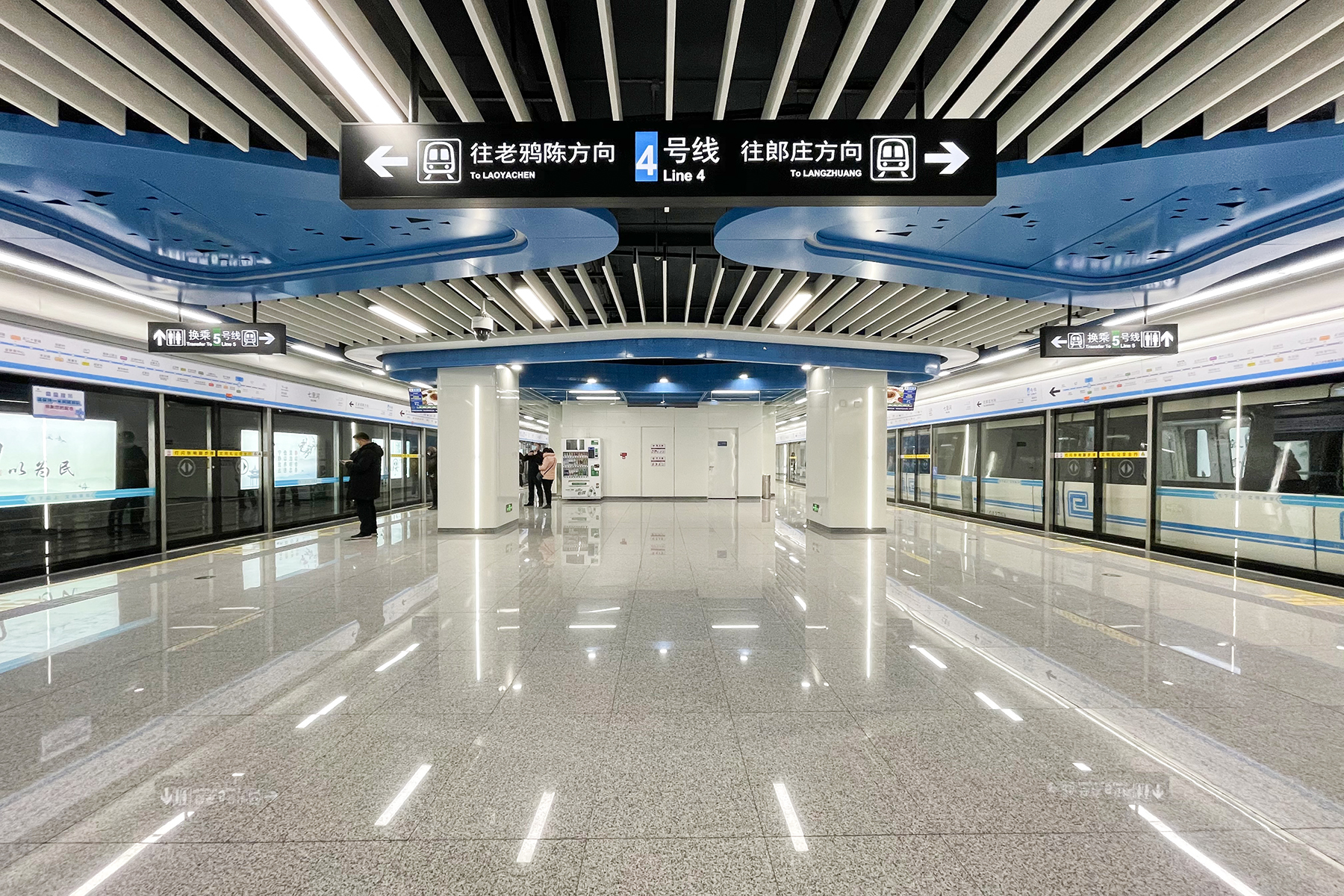
4号线站台
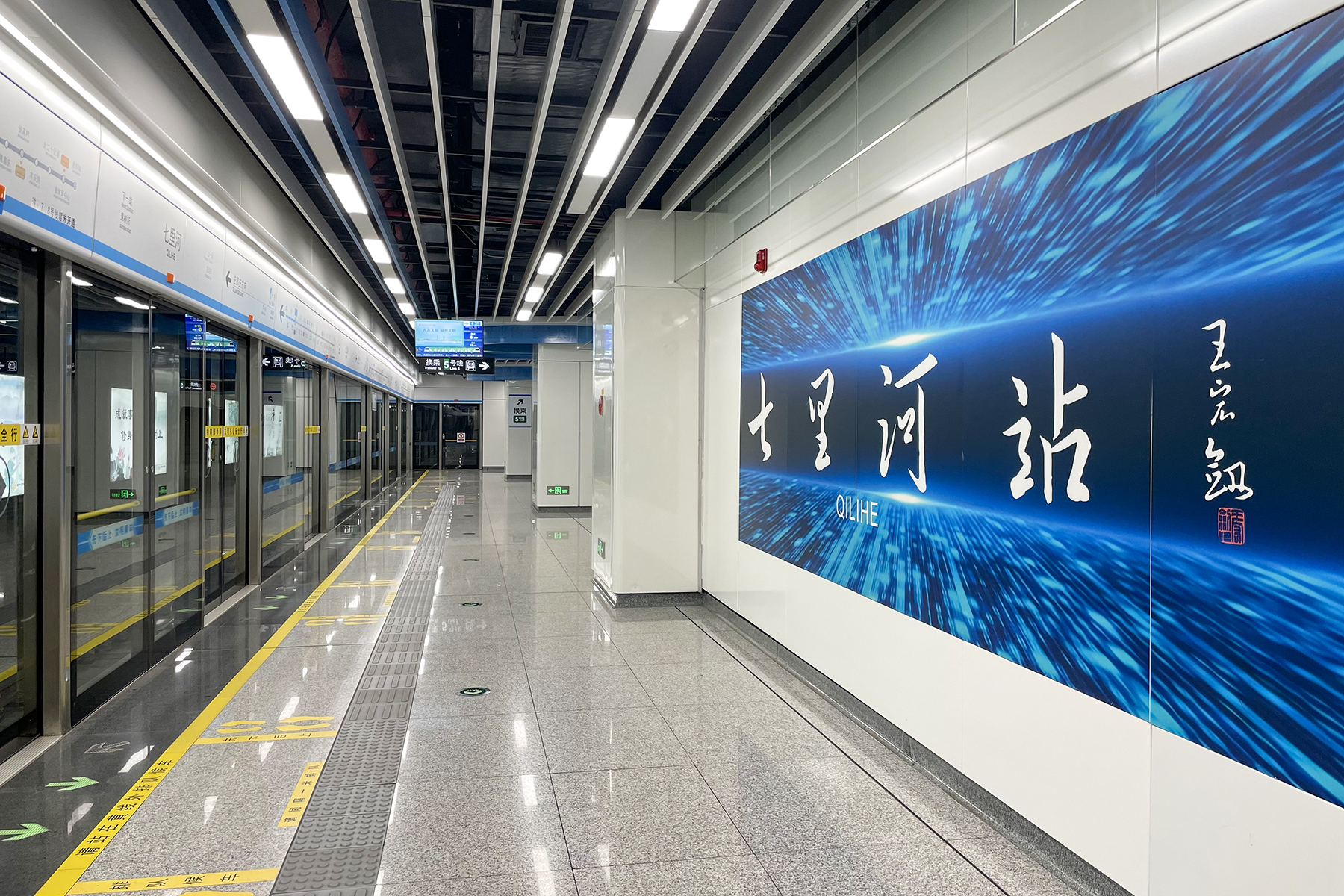
4号线站台上的站名大字壁
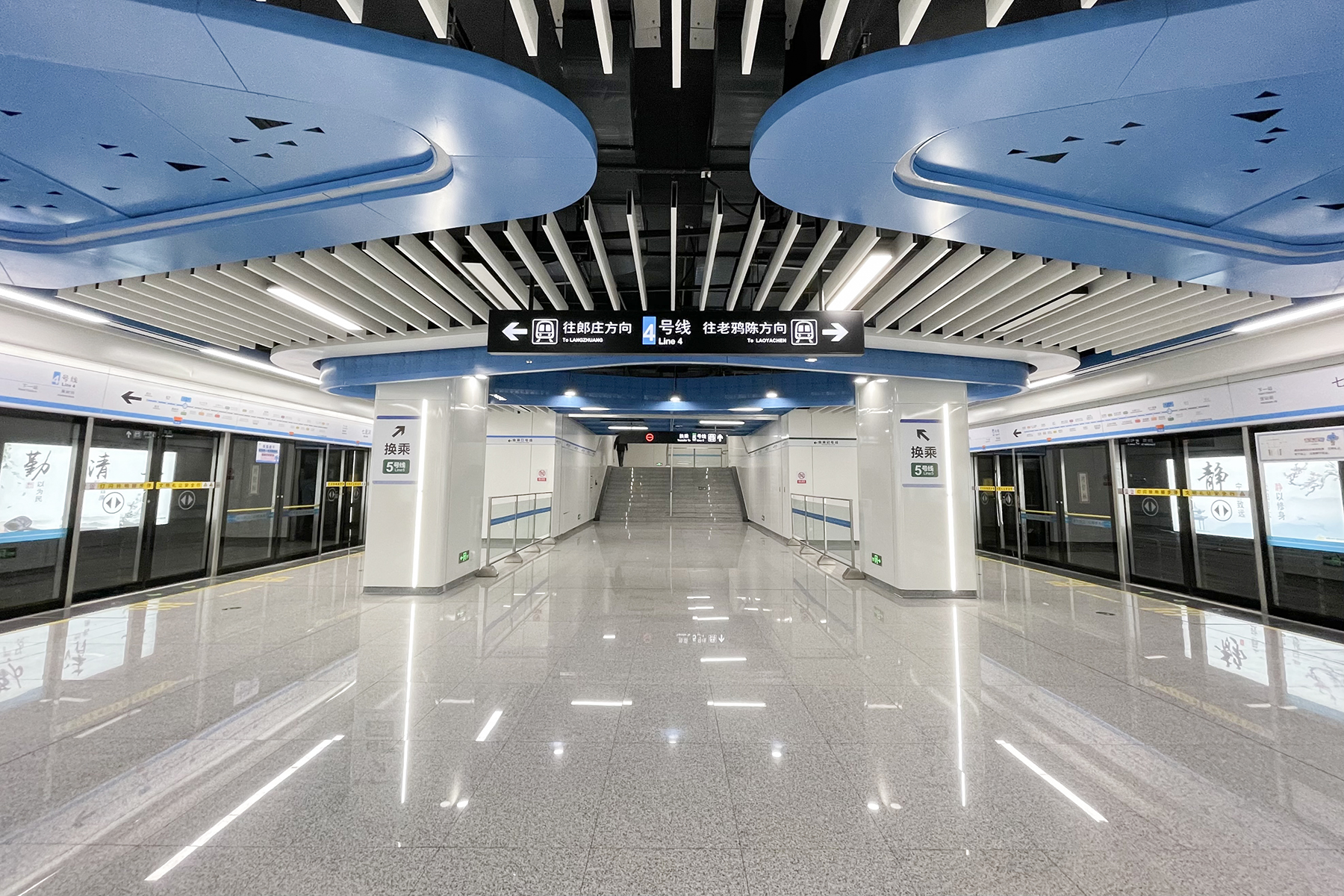
4号线站台北端的换乘通道口
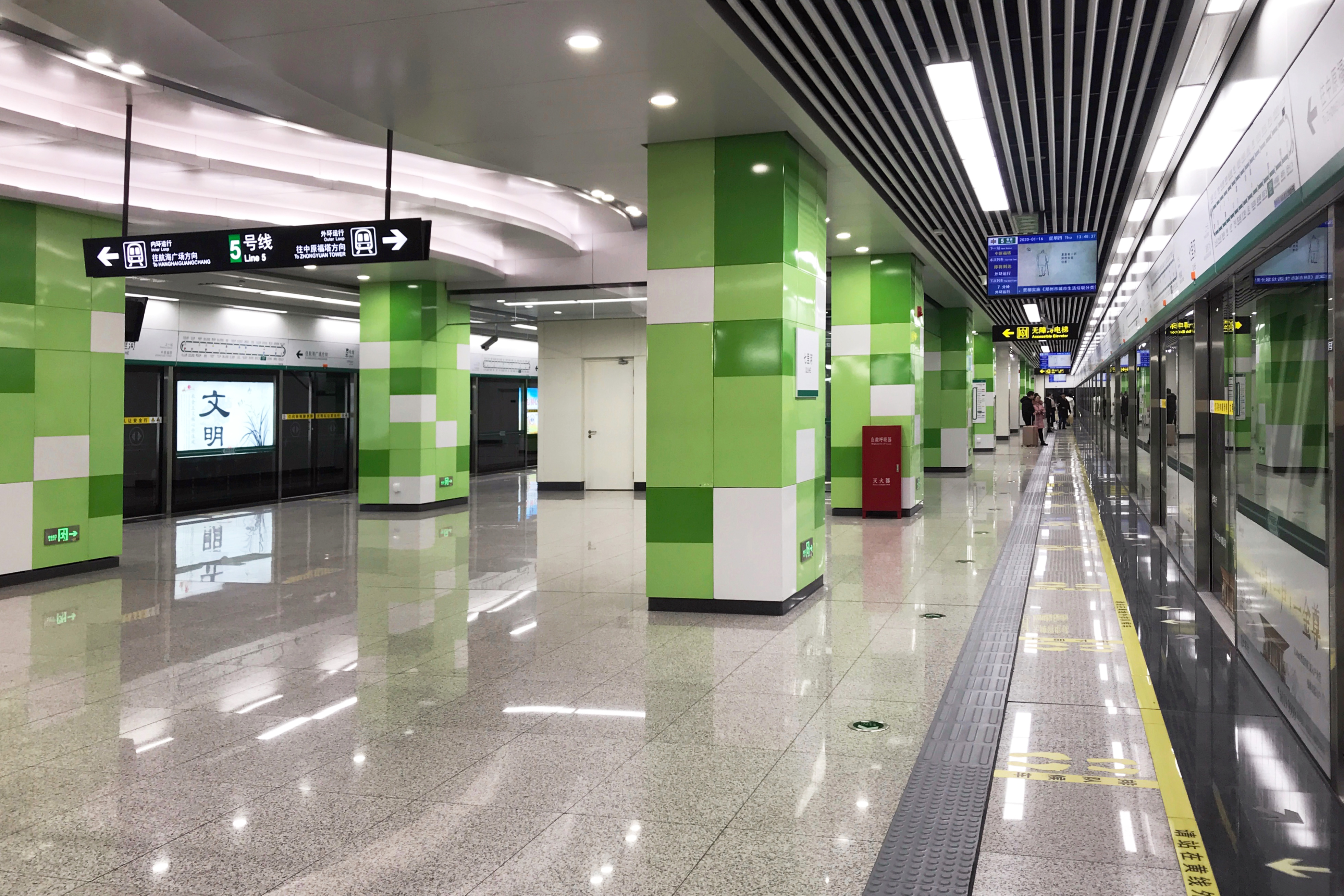
5号线站台
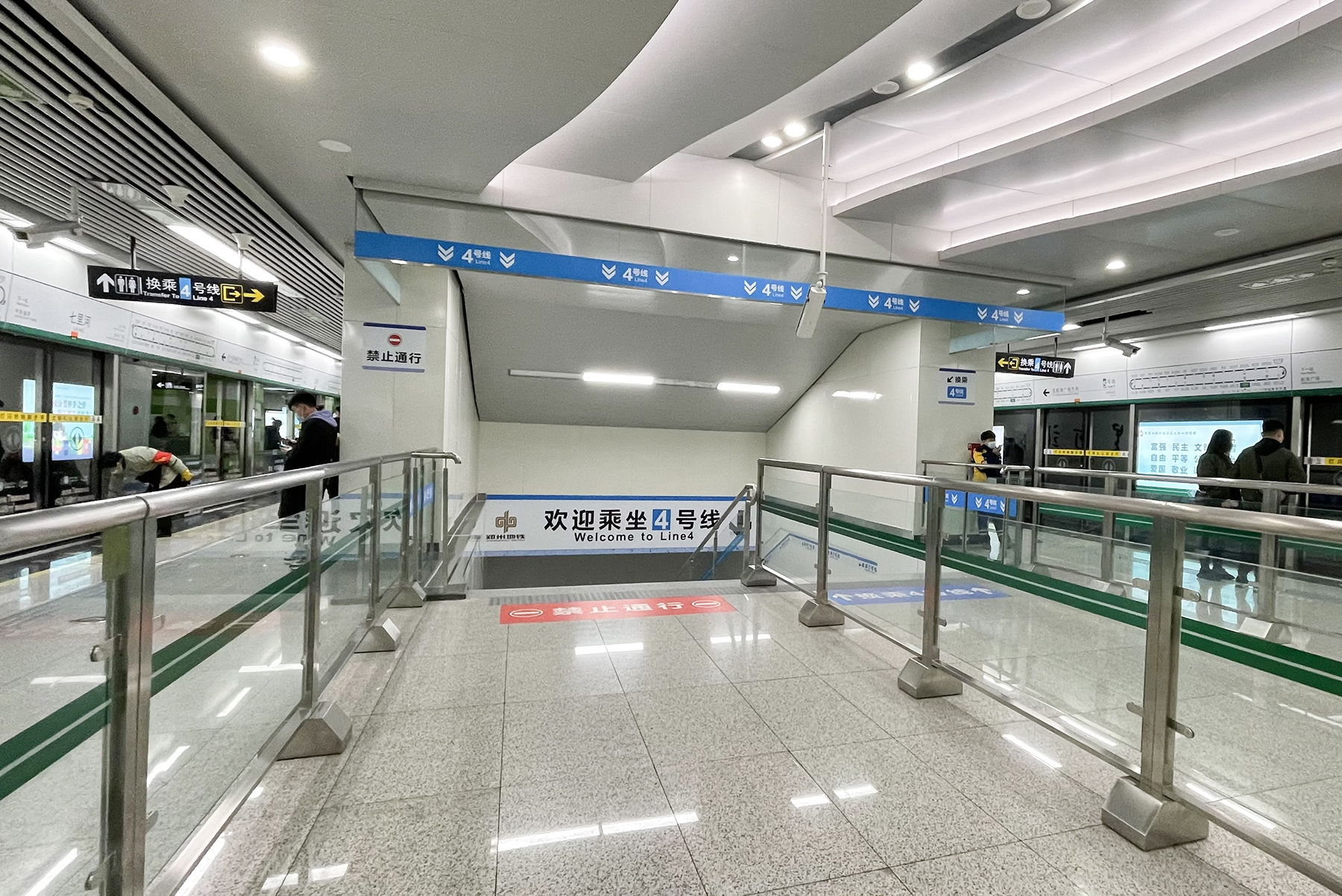
5号线站台中部的换乘通道口

### 出入口
七里河站目前开通A、B、C、D共4个出入口，分别位于航海东路与尚义路交叉口的东南、西南、西北、东北四角，A口设有无障碍电梯。
该站各出入口的信息如下表所示。
| 航海路七里河 | 航海路七里河       | 航海路七里河 | 航海路七里河   | 航海路七里河 |
| 编号         | 路线               | 路线         | 路线           | 备注         |
| ------------ | ------------------ | ------------ | -------------- | ------------ |
| 42           | 经南五路公交站     | ⇆            | 北三环文化路   |              |
| G86          | 经南五路公交站     | ⇆            | 建设路国棉六厂 |              |
| 129          | 郑州东站           | ⇆            | 汽车客运南站   |              |
| 165          | 环翠路公交站       | ⇆            | 郑州东站       |              |
| 168          | 航海东路公交站     | ⇆            | 耿庄社区       |              |
| 727          | 金柳路公交站       | ⇆            | 德风街站       |              |
| B17          | 经开第八大街公交站 | ⇆            | 火车站南港湾   | 原33路       |
| S163         | 豫兴路公交站       | ⇆            | 市第七人民医院 |              |
| S169         | 郑州东站           | ⇆            | 银莺路航海路   |              |
| S211         | 航海东路公交站     | ⇆            | 心怡路商都路   |              |
| Y12          | 经开第八大街公交站 | ⇆            | 火车站北港湾   | 夜间服务     |
| Y63          | 佛岗村公交站       | ⇆            | 郑州东站       | 夜间服务     |

| 航海路七里河 | 航海路七里河       | 航海路七里河 | 航海路七里河   | 航海路七里河 |
| 编号         | 路线               | 路线         | 路线           | 备注         |
| ------------ | ------------------ | ------------ | -------------- | ------------ |
| 42           | 经南五路公交站     | ⇆            | 北三环文化路   |              |
| G86          | 经南五路公交站     | ⇆            | 建设路国棉六厂 |              |
| 129          | 郑州东站           | ⇆            | 汽车客运南站   |              |
| 165          | 环翠路公交站       | ⇆            | 郑州东站       |              |
| 168          | 航海东路公交站     | ⇆            | 耿庄社区       |              |
| 199          | 姚庄公交站         | ⇆            | 紫荆山路顺河路 | B5路支线     |
| 727          | 金柳路公交站       | ⇆            | 德风街站       |              |
| B17          | 经开第八大街公交站 | ⇆            | 火车站南港湾   | 原33路       |
| S169         | 郑州东站           | ⇆            | 银莺路航海路   |              |
| S211         | 航海东路公交站     | ⇆            | 心怡路商都路   |              |
| Y12          | 经开第八大街公交站 | ⇆            | 火车站北港湾   | 夜间服务     |

| 尚义路航海路 | 尚义路航海路 | 尚义路航海路 | 尚义路航海路   | 尚义路航海路 |
| 编号         | 路线         | 路线         | 路线           | 备注         |
| ------------ | ------------ | ------------ | -------------- | ------------ |
| 199          | 姚庄公交站   | ⇆            | 紫荆山路顺河路 | B5路支线     |
| S163         | 豫兴路公交站 | ⇆            | 市第七人民医院 |              |
| Y63          | 佛岗村公交站 | ⇆            | 郑州东站       | 夜间服务     |

## 车站装饰
七里河站4号线车站在装饰风格上以蓝色和白色为主色调，在站厅的东侧墙面上设有数字文化艺术墙，由3个曲面屏幕组成，设计主题是“折叠城市”。5号线车站的装饰绿色为主色调。5号线规划的18座换乘站在装修设计上分别以河南省的18个地级市的特色为主题，七里河站为驻马店特色站，5号线站厅内设有以“革命星火”为主题的文化墙。文化墙主题来源于被称作“小延安”的竹沟镇，采用浅浮雕的艺术手法，一条红旗贯穿整幅画面，彭雪枫、刘少奇等革命领导人位居画面中央，是画面的焦点。画面右侧的万里长城，预示革命的成功。

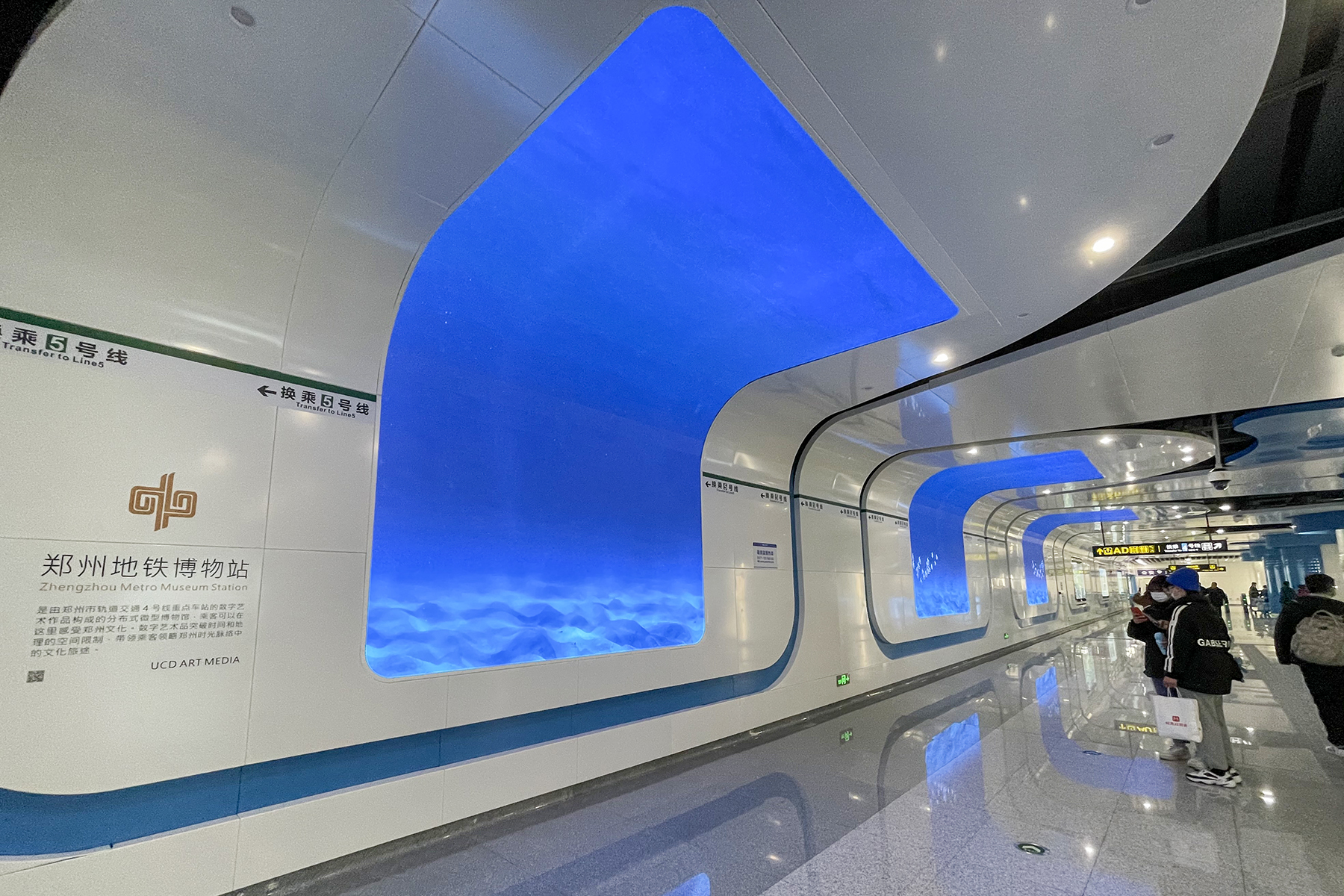
4号线站厅的数字文化艺术墙，目前用作郑州地铁博物站使用
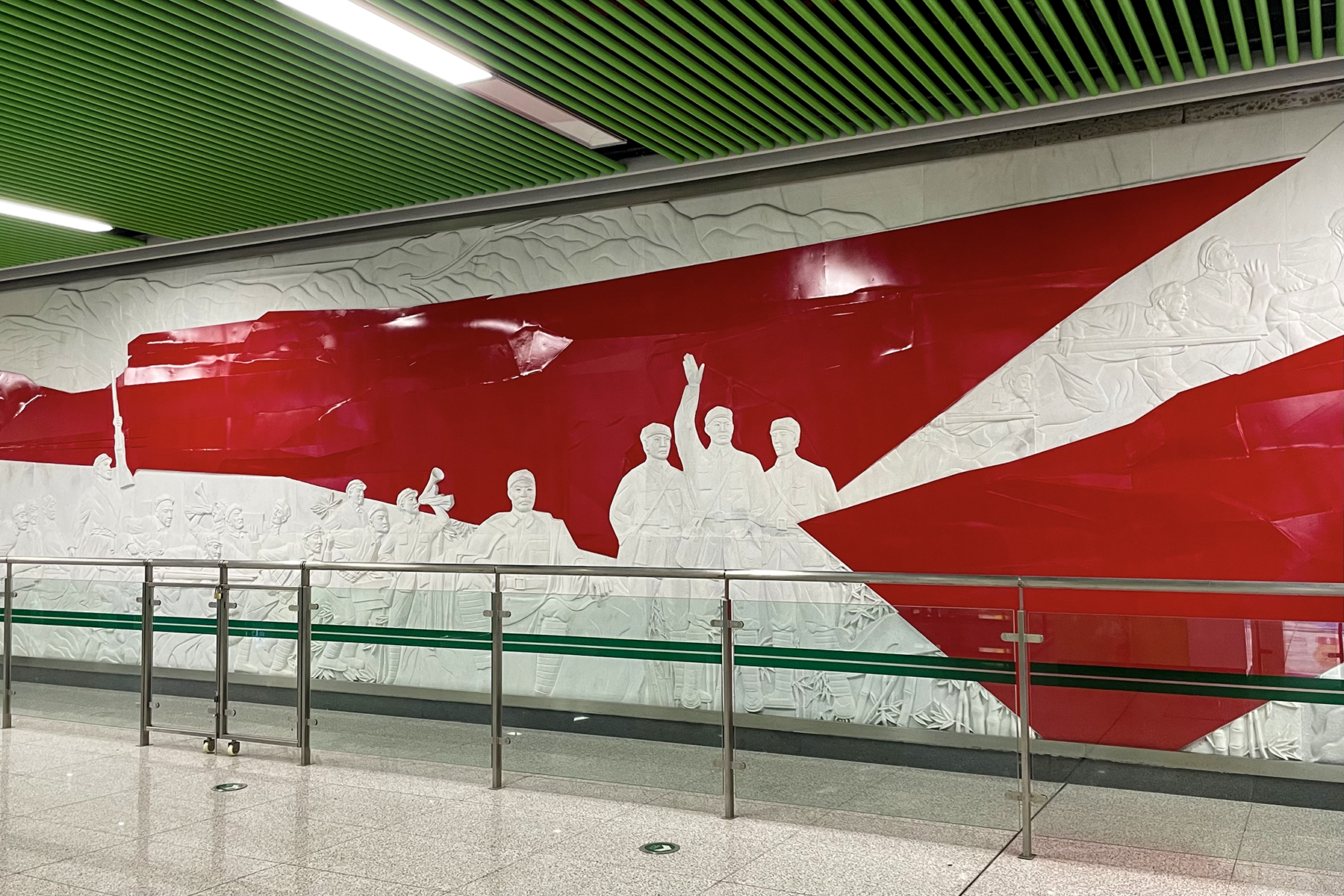
5号线站厅内的文化墙

## 周边主要地点
- 美景鸿城
- 万科美景龙堂